# 開放社會基金會
開放社會基金會（縮寫為OSF），前身為開放社會研究所（Open Society Institute），是一个由喬治·索羅斯于1993年创办的国际捐赠机构。在2010年前，该机构一直以“开放社会研究所”而为人所知。该基金会为世界各地的民间组织提供资金支持，其明确的目标是推动司法、教育、公共卫生和独立媒体的发展。该团体的名称受到卡尔·波普尔1945年出版的《开放社会及其敌人》一书的启发。

## 基本概况
开放社会基金会总部设在纽约市，在37个国家设有分支机构，涵盖了一批国家和地区基金会，如，西非开放社会倡议（Open Society Initiative for West Africa）、南部非洲开放社会倡议（Open Society Initiative for Southern Africa）。2018年，该基金会宣布关闭其在布达佩斯的欧洲办事处，并迁往柏林，以回应匈牙利政府通过的针对基金会活动的立法。 自1993年成立以来，开放社会基金会报告的支出超过110亿美元，主要是向与该基金会使命一致的非政府组织提供赠款。
2016年6月29日，美国非营利组织Transparify发布2016年度全球200家智库及游说团体财务透明度评估报告，报告所列43家美国智库及游说团体中，开放社会基金会连续第三年垫底（没有星级）。开放社会基金会無回應，而该会正是Transparify智库财务透明度评估项目的出资方；Transparify发言人达斯廷·吉尔布雷思（Dustin Gilbreath）向路透社记者表示，这的确有些讽刺，但Transparify在评估时一视同仁。

## 历史
1984年5月28日，索罗斯基金会（纽约）与匈牙利科学院签署了一份合同，这是布达佩斯索罗斯基金会成立的标志性文件 ，此后，该地区的一些基金会也开始帮助各国摆脱共产主义。
1991年，布达佩斯索罗斯基金会与1966年成立的文化自由议会（Congress for Cultural Freedom）的附属机构欧洲知识分子互助基金会（Foundation for European Intellectual Mutual Aid）合并，向“不循规蹈矩”东欧科学家灌输资本主义与反极权主义思想。
开放社会研究所于1993年在美国成立，以支持索罗斯在中欧、东欧和前苏联的基金会。
2010年8月，开放社会研究开始使用“开放社会基金会”这一名称，以更好地反映其作为世界各国民间社会团体施益人（benefactor）的角色。
索罗斯认为，政治问题不可能有绝对的答案，它们与金融市场同样适用于反射理论（theory of reflexivity）。

## 外部連結
- (官方網站),   [2015-01-28], （原始内容存档于2015-03-15） （英语）